# Divadlo na Veveří
Divadlo na Veveří bylo kamenné divadlo v Brně, které od roku 1884 sloužilo jakožto první stálá divadelní budova ve městě pro představení v češtině. Stálo na rohu ulice Veveří a Žerotínova náměstí na okraji středověkého jádra města. Za druhé světové války byla budova výrazně poškozena, roku 1952 zbořena a její funkci přebraly jiné divadelní budovy, především pak Mahenovo divadlo.

## Historie
V roce 1883 získalo české družstvo budovu na Veveří 15 (v letech 1867 až 1915 Eichhorngasse), jednalo se o hostinec U Marovských s tančírnou Orfeum. Přestavbou na divadlo byl pověřen architekt Eduard Svoboda. Pojmenováno bylo jako České prozatímní národní divadlo v Brně, neboť dlouhodobě se počítalo se stavbou nové divadelní budovy pro českojazyčná představení (ta byla nakonec realizována až v 60. letech 20. století jako Janáčkovo divadlo). Provoz byl slavnostně zahájen předvedením Kolárovy hry Magelona 6. prosince 1884.
V roce 1894 prošlo divadlo velkými změnami. Hlediště s novou galerií a balkonem postavil architekt Bedřich Münzberger; celé hlediště bylo přemalováno a jevištní portál ozdoben malovanou drapérií.
Budova za dobu své existence prošla drobnými změnami a úpravami. V roce 1915 byla přidána přístavba. Uspokojivé řešení přinesla přístavba ve 20. a 30. letech 20. století, proběhla elektrifikace stavby a obnova topného systému. Rozměry jeviště podle návrhu Eduarda Svobody zůstaly téměř nezměněny.
Při náletech na Brno na konci druhé světové války bylo divadlo z velké části zničeno. Po třech zásazích bomb dne 20. listopadu 1944 vypukl ve skladu dekorací požár, došlo zde k výbuchům a následnému rabování. Objekt byl dále poškozen při posledních bojích v Brně a roku 1952 byl zbořen.

## Význam

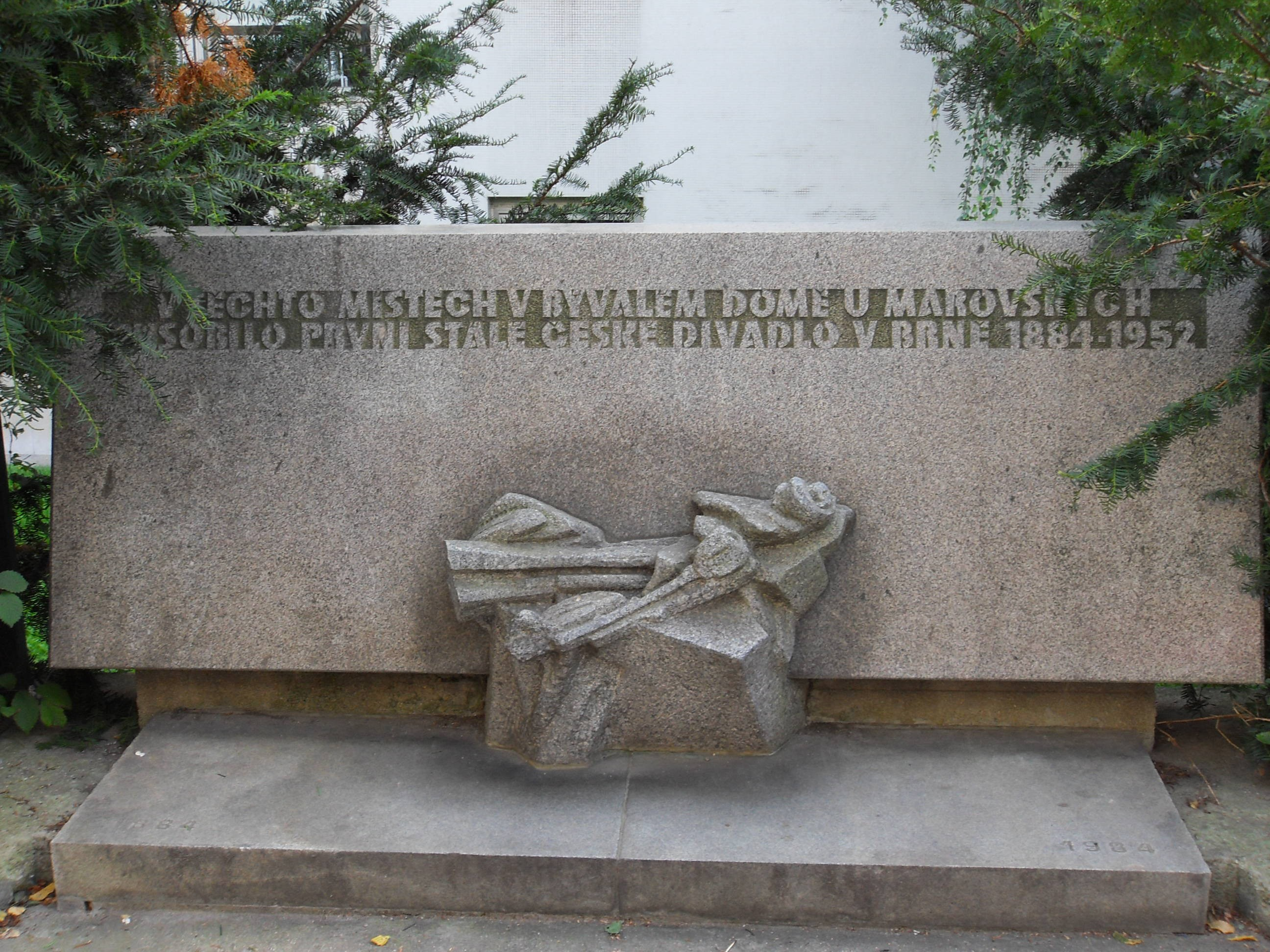
Pamětní deska (1984) pro Národní divadlo Brno na ulici Veveří

Divadlo bylo (prvním) místem představení českých divadelních děl a oper, včetně Její pastorkyně Leoše Janáčka (1904). V tomto domě začal svou divadelní kariéru i Jiří Mahen.
Roku 1984, sto let od založení divadla na Veveří, byl na místě někdejšího divadla umístěn pomník připomínající existenci divadla.

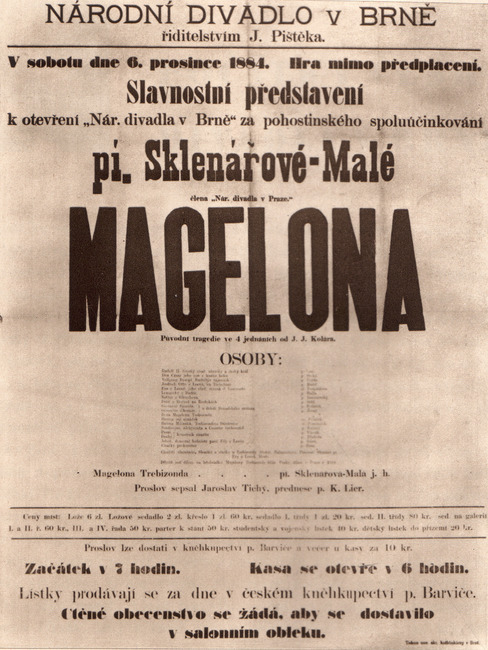
Magelona – Playbill 1884
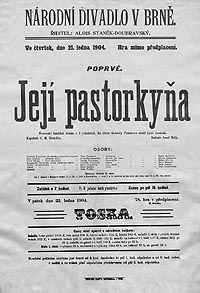
Jenůfa – hrací list pro premiéru v roce 1904
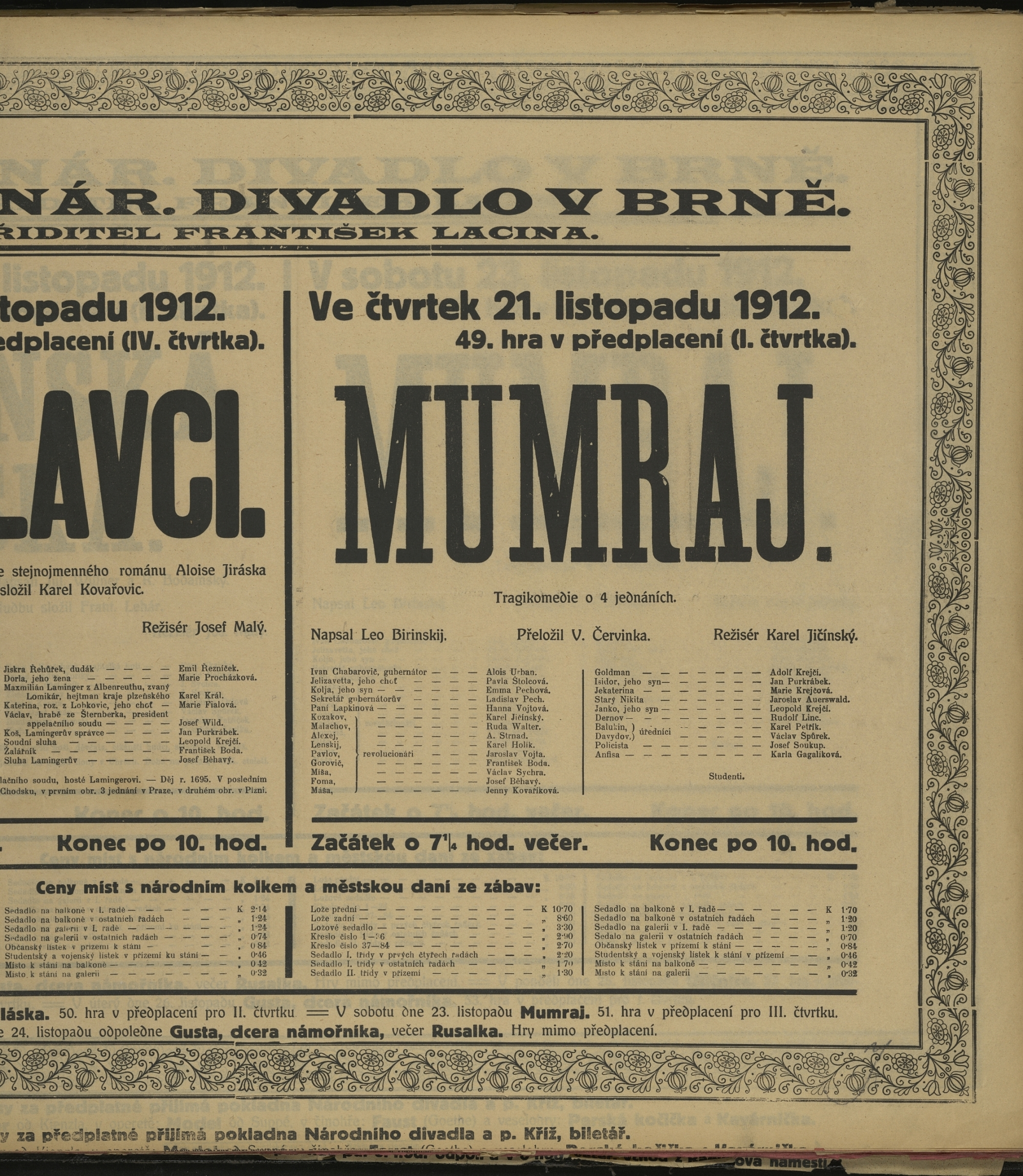
Mumraj - Playbill 1912